# Drenov Grič
Drenov Grič (Duits: Kleinlaibach) is een plaats in Slovenië en maakt deel uit van de gemeente Vrhnika in de NUTS-3-regio Osrednjeslovenska. De plaats telde 992 inwoners op 1 januari 2020.

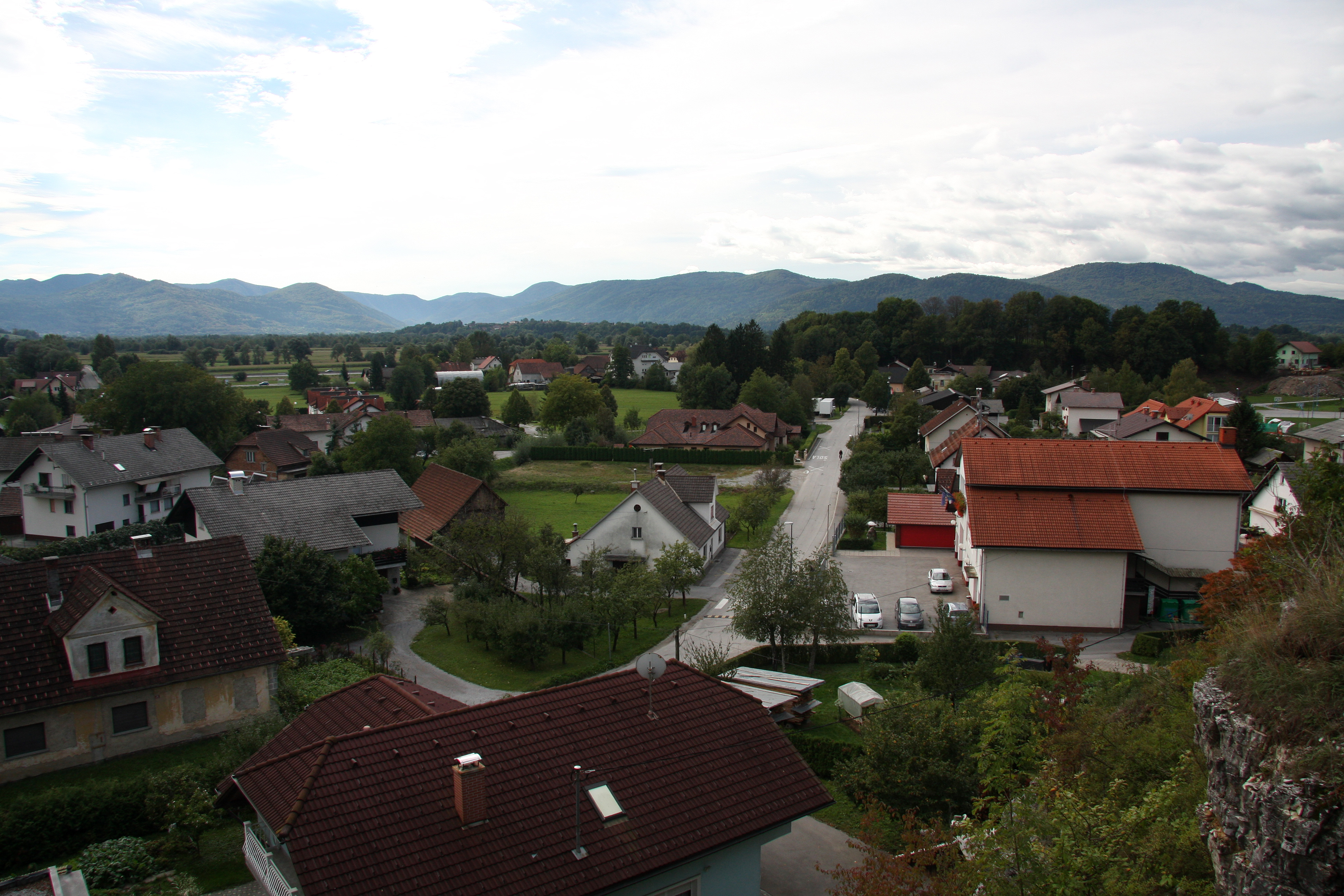
Panorama